# Girl on the Run (film 1953)
Girl on the Run è un film del 1953 diretto da Arthur J. Beckhard e Joseph Lee.
È un film giallo statunitense con Richard Coogan, Rosemary Pettit e Frank Albertson. Coogan interpreta un reporter in fuga accusato dell'omicidio del suo editore. Steve McQueen appare, non accreditato, nel ruolo di una comparsa in una breve scena.

## Produzione
Il film, diretto da Arthur J. Beckhard e Joseph Lee su una sceneggiatura e un soggetto dello stesso Beckhard e di Cedric Worth, fu prodotto da Robert Presnell Sr. per la Rose Tree Il titolo di lavorazione fu The Hidden Woman. Il budget di produzione ammontò a circa 70.000 dollari.

## Distribuzione
Il film fu distribuito negli Stati Uniti nel 1953 al cinema dalla Astor Pictures Corporation. È stato distribuito anche in Grecia con il titolo Mia gynaika eide to eglima.

## Promozione
La tagline è: "Gorgeous Girls in the Hottest Burlesque Your Eyes Have Ever Seen".